# György Telegdy
György Telegdy, né le 10 mai 1927, à Budapest, en Hongrie, est un ancien joueur hongrois de basket-ball.